# Kampfgeschwader 158
158-ма бомбардувальна ескадра (нім. Kampfgeschwader 158 (KG 158) — бомбардувальна ескадра Люфтваффе, що існувала у складі повітряних сил вермахту напередодні Другої світової війни. 1 травня 1939 року її перейменували на 76-ту бомбардувальну ескадру (KG 76).

## Історія
158-ма бомбардувальна ескадра заснована 1 лютого 1938 року шляхом перейменування 155-ї бомбардувальної ескадри (KG 155). Штаб ескадри був створений 1 квітня 1938 року на авіабазі Вінер-Нойштадт. I. група була сформована з колишньої I. групи KG 155 на авіабазі Вінер-Нойштадт. Колишня II./KG 155 у Вінер-Нойштадті стала II. групою ескадри шляхом перейменування, а III. групу розгорнули у Вельсі. Ескадра була оснащена Do 17.

## Командування

### Командири
- оберст Пауль Шультайсс (1 січня — 1 травня 1939)

### Командири I./KG 158
- оберстлейтенант Едуард Ріш (1 квітня 1938 — 1 лютого 1939)
- оберст Штефан Фреліх (1 лютого — 1 травня 1939)

### Командири II./KG 158
- оберстлейтенант Карл Ангерштайн (15 березня — 1 травня 1939)

### Командири III./KG 158
- оберстлейтенант Вернер Цех (1 лютого 1938 — 1 травня 1939)

## Основні райони базування 158-ї бомбардувальної ескадри

### Основні райони базуванняштабуKG 158
| 1 лютого 1938 — 1 травня 1939 | Вінер-Нойштадт | Do 17 |

### Основні райони базування I./KG 158
| 1 лютого 1938 — 1 травня 1939 | Вінер-Нойштадт | Do 17 |

### Основні райони базування II./KG 158
| 1 лютого 1938 — 1 травня 1939 | Вінер-Нойштадт | Do 17 |

### Основні райони базування III./KG 158
| 1 лютого 1938 — 1 травня 1939 | Вінер-Нойштадт | Do 17 |